# Kap Loqui
Kap Loqui (französisch Cap Loqui; im englischen Sprachraum Loqui Point) ist ein Kap an der Graham-Küste des Grahamlands auf der Antarktischen Halbinsel. Im Norden der Welingrad-Halbinsel liegt es an der Südseite der Einfahrt vom Grandidier-Kanal in die Barilari-Bucht.
Teilnehmer der Vierten Französischen Antarktisexpedition (1903–1905) unter der Leitung des Polarforschers Jean-Baptiste Charcot entdeckten das Kap. Dieser benannte es Cap García. Gleichzeitig erhielt das Kap an der Nordseite der Einfahrt zur Barilari-Bucht den Namen Cap Loqui nach dem argentinischen Fregattenkapitän Esteban de Loqui. Dagegen zeigten Charcots Landkarten bei der Fünften Französischen Antarktisexpedition (1908–1910) Cap García an der Nordseite der Bucht. Diese Benennung wurde nachfolgend beibehalten. Aus Gründen der Benennungskontinuität wurde der ursprüngliche Name des nördlichen Kaps auf das südliche übertragen.